# Semillitas
Semillitas es un canal de televisión por suscripción estadounidense de índole infantil, propiedad y operado por SomosTV. SomosTV es una empresa presidida por Luis Villanueva (Presidente y CEO de Somos Group). Semillitas tiene como misión entretener a los más pequeños, preservando las raíces y cultura Latina con programación libre de violencia.
Ofrece animación y programación culturalmente relevante en español neutro para los niños las 24 horas del día, libre de comerciales, e incluye subtítulos cerrados y audiodescripcion.

## Historia
En 2007, Somos TV lanzó Semillitas. El objetivo del canal es entretener a la comunidad de niños hispanos de los Estados Unidos, Puerto Rico, República Dominicana, Chile, Venezuela, Panamá, Costa Rica, El Salvador, Honduras, Guatemala y Nicaragua con animación en idioma español. La programación de Semillitas ofrece a los más pequeños un espacio seguro y libre de violencia, con entretenimiento de última generación.
Tradicionalmente, los niños hispanos en los Estados Unidos de 0 a 10 años de edad, se mueven entre dos culturas. En casa los padres protegen su patrimonio cultural e idioma. Mientras que en la escuela, los pequeños se asimilan a la cultura americana y aprenden el idioma inglés. 
Semillitas a través de programación educativa y piezas producidas "in-house", enseña a los niños sus primeros pasos académicos en temas como: las letras, colores, números y buenos hábitos, apoyando así a los padres con una herramienta invaluable para el aprendizaje del idioma español y la formación en general.
Según el censo del 2000 de los Estados Unidos un 27 % de niños entre 0-10 años de edad forman parte de los Estados Unidos, especialmente en California, Nuevo México, Texas, Arizona y Nevada.